# Code ami

Logo du CWF Nintendo.

Un code ami est un code de 12 ou 16 chiffres, unique pour chaque exemplaire d'un jeu vidéo multijoueur Wi-Fi sur les supports Wii, Nintendo DS, Nintendo 3DS et Nintendo Switch. Ce code permet aux joueurs de se retrouver en ligne sur le Connexion Wi-Fi Nintendo pour jouer ensemble. En fonction des jeux, il est aussi possible de communiquer par texte ou par voix.
Pour que plusieurs joueurs puissent jouer ensemble, chacun doit ajouter le code ami de(s) l'autre(s). Ensuite, une fois que les personnes se sont connectées au moins une fois au service de jeu en ligne, ils apparaissent chacun dans la liste d'amis de(s) l'autre(s), destinée à regrouper les codes ami, et dont la taille maximale varie selon les jeux. À l'origine pour la firme japonaise, le principe du code ami permet d'éviter la duplication des noms. La complexité du code ami devait également empêcher des personnes mal intentionnées de deviner le pseudo de certaines connaissances ou personnalités publiques.
Sur DS, il est attribué lors de la première connexion au réseau CWF Nintendo, considérant la cartouche et la console comme un ensemble. Ainsi, si on change de console et que l'on se connecte,  un nouveau code ami sera attribué (un message d'avertissement apparaîtra), il faudra ainsi avertir ses contacts de jeu pour se retrouver. Il est toutefois possible de transférer les paramètres d'une console à une autre (sur tous les modèles de Nintendo DS) afin de garder ses codes ami.
Sur 3DS, un seul code est attribué par console, permettant d'avoir le même code sur tous les jeux.
La Wii U, sortie le 30 novembre, n'utilise plus de codes ami. Il suffit juste d'enregistrer un pseudonyme appelé identifiant Nintendo Network.

## Critiques
De nombreuses critiques ont été formulées à l'encontre du choix de l'utilisation des codes ami par Nintendo.
Contrairement aux systèmes de jeu en ligne de Microsoft (Xbox Live) et Sony (PlayStation Network), où un pseudonyme peut être choisi par le joueur et utilisé dans tous les jeux, il est nécessaire d'ajouter un code différent par jeu et par joueur. D'autre part, si un problème survient sur la console sans que l'on ait pu transférer ses paramètres, les listes d'amis de tous les jeux en ligne sont irrécupérables et il est nécessaire de ré-ajouter le code de tous les joueurs qui la constituaient. Enfin, comme mentionné précédemment, l'ajout d'un code ami ne se fait pas immédiatement (ce n'est pas un système d'invitation) et requiert le laborieux ajout de la part de l'autre joueur également.
Selon Nintendo, ce système est utilisé afin de garantir aux utilisateurs, notamment les jeunes enfants, plus de sécurité. Bien qu'ayant annoncé travailler sur l'amélioration du système, en admettant qu'il était loin d'être parfait, Nintendo ne propose pas à l'heure actuelle d'alternative à l'utilisation de codes ami pour les jeux en ligne. 

## Jeux utilisant ce système
- Liste des jeux Nintendo DS compatibles avec le Wi-Fi
- Liste de jeux Wii possédant un mode online